# Kleine Mühl
La Kleine Mühl est une rivière autrichienne de 32 km de long qui coule dans le land de Haute-Autriche. Elle est un affluent direct du Danube.